# Raid Paris - Cap Nord
 (mars 2024).
Créé par l'association loi de 1901 nommée Cap Nord Organisation (1er août 1986). Le Raid Photo Paris - Cap Nord est un raid photo entre Paris et le Cap Nord (Norvège).

## Description
La première édition du Paris-Cap Nord s’est déroulée en 1988 après deux années de préparation et de repérages. L'équipage vainqueur est celui qui a pu suivre les points de contrôle tout en participant aux Photo Treks organisés en Finlande, Suède, Norvège et Danemark en présentant ses plus belles images tous les 5 jours à un jury de photographes et journalistes professionnels. Un reportage écrit est à réaliser sur un thème au choix autre que le Raid. Les participants sont originaires de l’ensemble du territoire français et de 21 autres pays tels que la Belgique, la Suisse, le Canada, l’Ukraine, l’Italie, l’Allemagne, la Suède, la Finlande, la Norvège, le Danemark, l’Irlande, le Royaume-Uni, l’Islande, le Portugal (les îles des Açores), l’Espagne, la Grèce, les Pays-Bas, l’Autriche, le Luxembourg et la Nouvelle Zélande.[réf. souhaitée]
Le départ a lieu de Paris, traditionnellement depuis le château de Vincennes.
Des reportages ont été réalisés dans 11 pays (Finlande, Suède, Norvège, Belgique, Italie, Espagne, Portugal, Japon, Royaume-Uni, Canada et Suisse). Un journaliste a déclaré que le Paris- Cap Nord a été l’évènement de l’été en Finlande entre 1988 et 1997. En France, des équipes ont été envoyées sur le Raid par France 2, TF1, France 5, France 3, National Geographic (rédactrice en chef pour les pays nordiques), Radio France, un journaliste anglais de Off-Road, un rédacteur en chef de réponses photo, etc.….[source insuffisante]
Des expositions photo sont organisées pendant et après chaque édition à Helsinki, Stockholm, Copenhague, Bruxelles, Paris ainsi que les pays originaires des participants et des régions de France. Lors de chaque édition, il y a entre 50 et 200 participants au Paris Cap Nord.[réf. souhaitée]

## Histoire

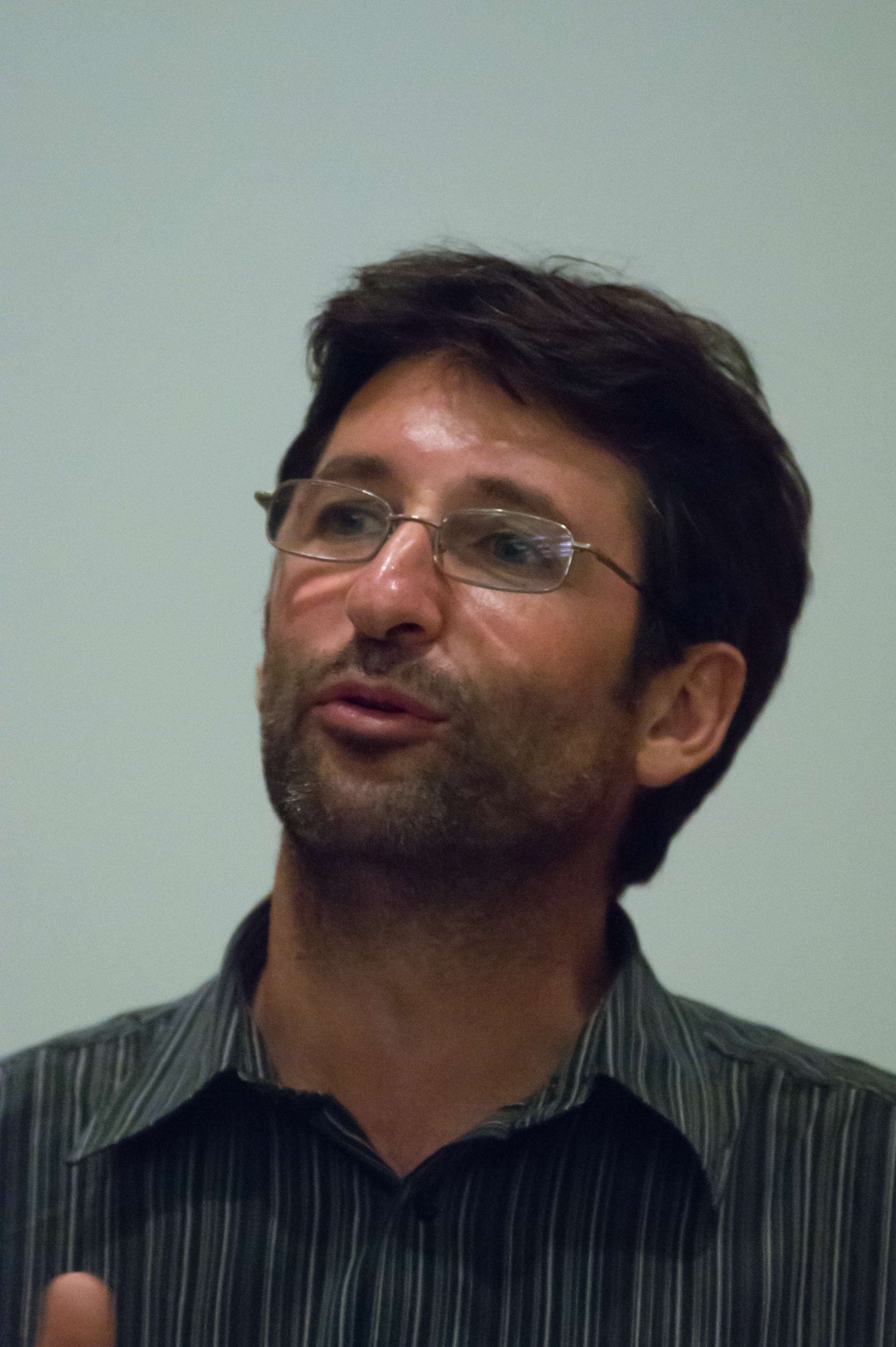
Philippe Boucher, créateur et organisateur du Raid.

Philippe Boucher, réalisateur indépendant, associe son expérience d’organisateur de raids à une carrière de réalisateur-producteur de reportages (réalisateur et producteur de documentaires diffusés sur France Télévision et sur des chaînes étrangères dont, les pays du Nord (NRK et YLE 1). Il est le fondateur de l’association Cap Nord Organisation et lance l’idée du Raid à 19 ans.